# Groschwitz
Groschwitz ist ein ehemaliger Gutshof mit einem weilerartigen Wohngebiet und wird als Ortsteil der Stadt Rudolstadt im Landkreis Saalfeld-Rudolstadt in Thüringen kommunal betreut.

## Geografie
Aus dem Rudolstädter und Saalfelder Saaletal kommend, erreicht man auf der Bundesstraße 90 bei Groschwitz das Hochplateau Schönefeld. Diese Hochebene reicht von hier aus in die Gemarkungen von Thälendorf, Sundremda, Ehrenstein und Nahwinden hinein. Sie liegt auf der Saale-Ilm-Platte, die überwiegend aus Muschelkalkverwitterungsböden hervorgegangen ist. Die Landesstraße führt weiter Richtung Stadtilm mit Anschluss an die Bundesautobahn 71 bei Ilmenau und Marlishausen.

## Geschichte

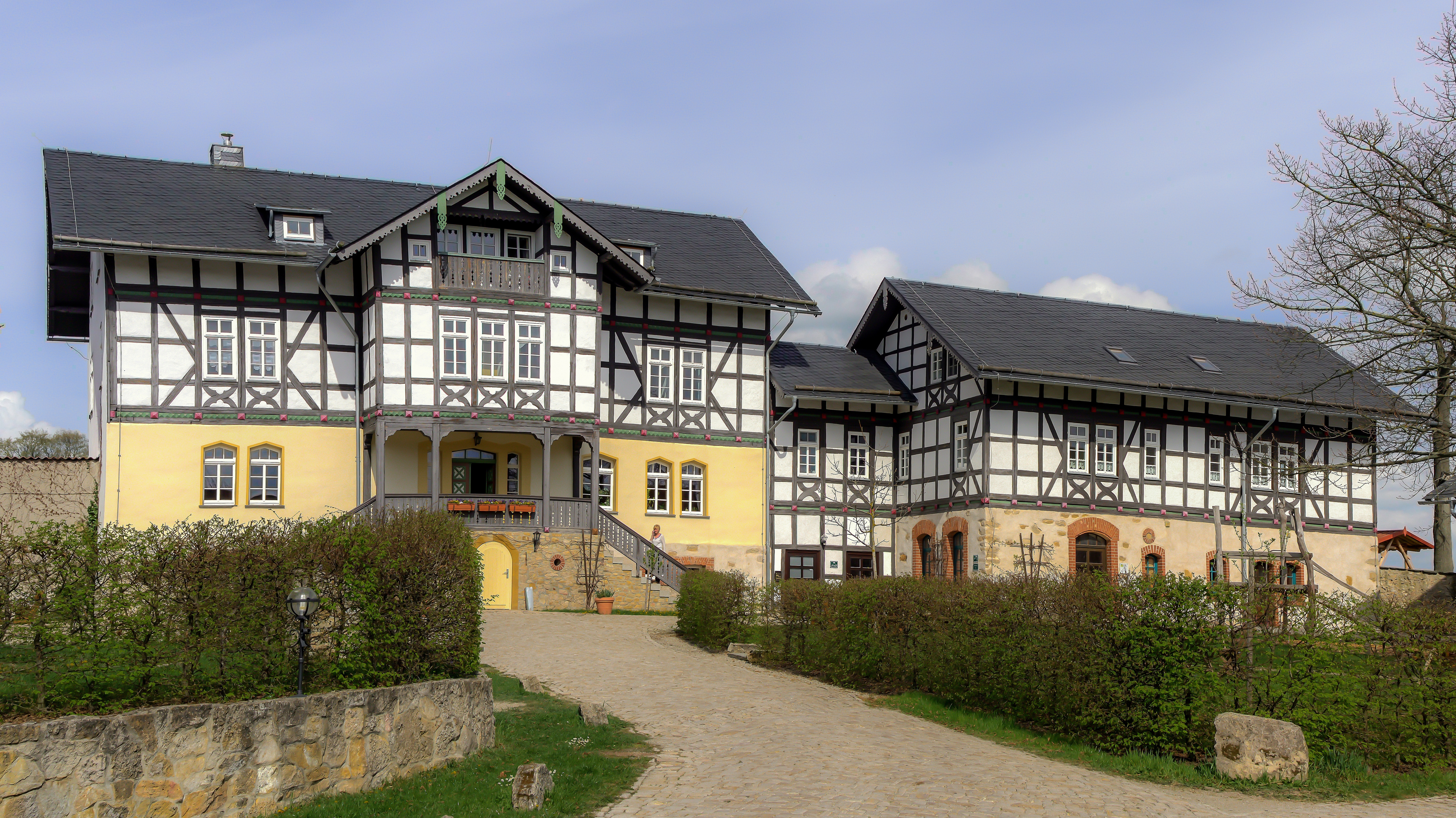
Domäne Groschwitz

Am 31. Juli 1334 wurde Groschwitz erstmals als Gut in einem Stadtilmer Klosterbrief urkundlich nachgewiesen.
Der Schreibweise nach handelt es sich um eine slawische Gründung, Funde aus dem 13. Jahrhundert bestätigen diese Annahme.
1512 waren elf Familien im Weiler sesshaft. Man nimmt aber an, dass diese auch in benachbarten Dörfern wohnten.
Später fiel das Gut wüst, wurde aber bald danach Schäferei. 1612 besaß das Gut eine beträchtliche Anzahl von Nutztieren. 1768 wurde das Gut als Kammergut bezeichnet. Es gab ein Wohnhaus mit acht Einwohnern sowie Ställe und andere Gebäude. 1863 wurde das Gehöft fürstliches Gut. Es wurde neu im Bahnhofsstil erbaut und bewirtschaftete über 80 Hektar mit vier Pferden, zwei Ochsen und zwölf Kühen sowie einem Bullen. Bis 1918 gehörte der Ort zur Oberherrschaft des Fürstentums Schwarzburg-Rudolstadt.
1918 wurde das Land Thüringen nach der Abfindung des Adels Eigentümer. Kurz danach wurden viele Flächen als Exerzierplatz für die Rudolstädter Garnison gebraucht. Der Betrieb hatte nur noch 29 Hektar. Die Flur der Domäne wurde 1926 dem Gemeindebezirk Lichstedt angegliedert.
Nach dem Zweiten Weltkrieg wurde das Gut VEG, dann LPG. Nach Aufgabe des Exerzierplatzes standen dem VEG 61,82 ha zur Verfügung, ab 1953 87,89 ha. 1960 betreute man etwa 500 Tiere am Standort, überwiegend Schweine. An den Gebäuden des Gutes erfolgten erhebliche Um- und Erweiterungsbauten.
Nach der Wende drohte der Abriss der historischen, stark abgewirtschafteten Gebäude. Über einen Ideenwettbewerb konnte der Erhalt und die Sanierung der historischen Bausubstanz erreicht werden. Unter Trägerschaft der Agrargenossenschaft Königsee wird die Domäne nun touristisch genutzt.